# David M. Solomon
David Michael Solomon (Hartsdale, 17 gennaio 1962) è un banchiere e musicista statunitense, dal 2018 amministratore delegato di Goldman Sachs e dal gennaio 2019 presidente. Solomon fa parte del consiglio di amministrazione dell'Hamilton College, è membro del consiglio di amministrazione della Robin Hood Foundation, un'organizzazione no-profit di New York ed è anche un DJ che produce musica con il nome d'arte DJ D-Sol Si è esibito in discoteche e festival musicali intorno a New York, Miami e alle Bahamas.

## Biografia
David Michael Solomon è nato nel 1962 a Hartsdale, nello Stato di New York in una famiglia ebraica. Suo padre, Alan Solomon, era vicepresidente esecutivo di una piccola casa editrice e sua madre, Sandra, lavorava come supervisore di audiologia. È cresciuto a Scarsdale, New York, dove ha frequentato la Edgemont Junior-Senior High School e ha lavorato presso un locale Baskin Robbins prima di lavorare in un campo estivo nel New Hampshire. Si è laureato all'Hamilton College di Clinton, New York, dove ha conseguito un Bachelor of Arts in scienze politiche. Al college giocava nella squadra di rugby. Dopo la laurea, fece domanda alla Goldman Sachs per una posizione di analista di due anni ma fu rifiutato, portandolo a fare domanda all'Irving Trust, che lui definì una "scuola di specializzazione presso [una] banca".

## Carriera
Dopo l'Irving Trust, è andato a lavorare per Drexel Burnham nel 1986. Prima come venditore di carta commerciale, in seguito è passato alle obbligazioni spazzatura (junk bonds). La sua esposizione al debito ad alto rendimento lo ha spinto a unirsi a Bear Stearns dove fu incaricato di guidare la divisione delle obbligazioni spazzatura e di vendere obbligazioni ad alto rischio. In un'occasione, aiutò una compagnia cinematografica in difficoltà a Dallas, in Texas, a raccogliere fondi attraverso una "complicata transazione obbligazionaria".

### Goldman Sachs
Ha lavorato con una varietà di manager di Goldman Sachs durante la fine degli anni '90, cosa che ha ispirato il suo passaggio all'azienda nel 1999 per lavorare con il loro team finanziario come partner, all'età di 37 anni. Il suo passaggio da Bear Stearns è stato definito "scioccante" per tutti quelli che lo vedevano sulla "pista della leadership a Bear". A partire dal 2006, è stato promosso e ha trascorso i successivi dieci anni alla guida della divisione di investment banking di Goldman. Nel luglio 2007, si è assicurato l'offerta pubblica iniziale (IPO) di LuLulemon Athletica indossando in una riunione un blazer marrone e pantaloni della tuta per "buttare tutti fuori". Durante il suo periodo come capo, ha implementato "tavole rotonde sui compensi di fine anno" in cui tempestava i dirigenti di domande sulle loro pratiche commerciali al fine di "eliminare gli artisti con prestazioni inferiori". Alla sua partenza, gli è stato attribuito il merito di aver professionalizzato la divisione di investment banking e di aver raddoppiato i margini di profitto dall'11% al 22% con un aumento delle vendite del 70%.
Nell'aprile 2014, Sheldon Adelson, un suo cliente ai tempi di Drexel Burnham, ha offerto a Solomon il controllo operativo sui casinò Las Vegas Sands. Solomon rifiutò l'offerta perché Adelson "non era disposto a rinunciare al controllo quotidiano e [lui] non voleva essere un sostituto". Nonostante Goldman Sachs non abbia rivelato i suoi pacchetti retributivi totali, i documenti della SEC e dell'IRS indicano che a Solomon è stato pagato nel gennaio 2015 uno stipendio base di 1,85 milioni di dollari con un'assegnazione di azioni vincolate del valore di circa 10 milioni di dollari.
Dopo che Gary Cohn si dimise da Goldman per diventare consigliere economico capo di Donald Trump, allora presidente degli Stati Uniti, nel dicembre 2016 Solomon è stato nominato presidente e co-direttore operativo della società di investimento insieme a Harvey Schwartz. In una serie di interviste nell'ottobre 2017, Solomon ha dettagliato i suoi consigli per studenti e futuri dipendenti di Goldman: saper scrivere e parlare in pubblico, conoscere la contabilità e non perdere mai di vista ciò che ti appassiona. Sotto la guida di Solomon, la banca ha aumentato la retribuzione dei programmatori, ha allentato le regole sull'abbigliamento, ha modernizzato i sistemi informatici, ha istituito interviste video. Nel gennaio 2017 e nel gennaio 2018 Solomon ha ricevuto un compenso di 11,85 milioni di dollari. Si stima che nel 2018 Solomon detenesse 224.030 azioni (lo 0,059%) di Goldman Sachs Group (GS), valutate a 58 milioni di dollari nel gennaio 2018. Nel marzo 2020, Solomon ha avuto un compenso di 27,5 milioni di dollari. Questa cifra era composta dalla sua paga base (stipendio di $ 2 milioni) e da un bonus in contanti di $ 7,65 milioni. Inoltre gli sono stati concessi 17,85 milioni di dollari in incentivi a lungo termine.
Il 12 marzo 2018 Goldman ha annunciato che Schwartz, co-direttore operativo e presidente della società, si sarebbe dimesso, lasciando Solomon come secondo al comando dietro a Lloyd Blankfein. Poche ore dopo l'annuncio, i media, nazionali e internazionali, designarono informalmente Solomon come unico possibile erede di Lloyd Blankfein. In una riunione del consiglio del 21 febbraio 2018 Blankfein si è dichiarato favorevole alla nomina di Solomon come suo successore. Solomon ha ripetutamente sostenuto una riforma della cultura aziendale di Goldman. Ha espresso interesse ad abbassare il numero massimo di ore lavorate durante i normali giorni lavorativi da circa 90 ore settimanali a circa 70-75 ore settimanali, quando non è attivamente impegnato nella conclusione di un accordo. Prima di assumere la presidenza dell'azienda, teneva traccia delle ore lavorate dai suoi subordinati e spesso interveniva per mandare a casa i dipendenti. Solomon è entrato in carica come amministratore delegato (CEO) dell'azienda il 1º ottobre 2018.
Nel 2021, Goldman Sachs ha annunciato che avrebbe ridotto del 36% la paga di Solomon nel 2020 a causa dello scandalo 1MDB (1Malaysia Development Berrhad) costringendo Goldman a pagare quasi 3 miliardi di dollari nell'ottobre 2020 a funzionari governativi in quattro paesi per chiudere un'indagine sul lavoro che la banca aveva eseguito per 1MDB. Solomon ha ricevuto un compenso da 27,5 milioni di dollari nel 2019 e di 17,5 milioni di dollari nel 2020.

## Vita privata
Solomon è di origine ebraica. Ha sposato Mary Elizabeth Solomon (nata Coffey) nel 1989, quando avevano entrambi 27 anni, a Bernardsville, nel New Jersey. Hanno divorziato all'inizio del 2018. Ha risieduto a nell'Upper West Side di Manhattan, a New York dal 2002 in poi. Ha messo in vendita l'appartamento per 24 milioni di dollari nel maggio 2016. Ha acquistato una tenuta ad Aspen, in Colorado, nel 2004 per 4 milioni di dollari e l'ha messa in vendita per 36 milioni di dollari nel luglio 2016.
Nel gennaio 2018, Solomon ha scoperto che un assistente personale aveva rubato circa 500 bottiglie dalla sua rara collezione di vini, tra cui sette dalla tenuta francese Domaine de la Romanée-Conti. L'assistente, Nicolas DeMeyer, è stato arrestato alla fine di gennaio e incriminato per il furto di vino per un valore di 1,2 milioni di dollari. Il 9 ottobre 2018 Nicolas DeMeyer si è suicidato gettandosi dalla finestra del 33º piano del Carlyle Hotel, poco dopo essere comparso davanti a un giudice di Manhattan in merito al presunto furto di vino.
Solomon fa parte del consiglio di amministrazione dell'Hamilton College dal 2005. È stato eletto presidente del consiglio a partire dal 1º luglio 2021. Fa parte del consiglio di amministrazione della Robin Hood Foundation, un'organizzazione di beneficenza che tenta di alleviare i problemi causati dalla povertà nella città di New York.